# Netelia alpina
Netelia alpina là một loài tò vò trong họ Ichneumonidae.